# Дмитровка (Бучанский район)
Дмитровка (укр. Дмитрівка) — село, входит в Бучанский район Киевской области Украины.
Население по переписи 2001 года составляло 2107 человек. Почтовый индекс — 08112. Телефонный код — 4598. Занимает площадь 5,217 км². Код КОАТУУ — 3222484401.
В подчинении находятся села Милая, Капитановка, Петрушки и Дмитровка-2, в простонародье — Куба. Это название появилось во второй половине восьмидесятых годов XX века, после аварии на Чернобыльской АЭС, так как летом 1986 многих детей из Дмитровки и Дмитровки-2, которая являлась дачным поселком жителей «главной Дмитровки» повезли отдыхать в дружественную Советскому Союзу Кубинскую республику. Рядом с селом находится коттеджный городок «Белгравия».

## История
Территория нынешнего села в древности была лесная и болотистая. Это было любимое место охоты киевских князей. Её заселение началось в середине 19 века, со строительством железной дороги Киев-Львов, которую назвали Варшавской. Сначала у нее возникали почтовые станции и постоялые дворы, а позже — и первые поселения, которые постепенно превратились в хутора, и только в начале 20 века — в села. Однако по-настоящему интенсивно они стали заселяться только после революции 1907—1907 годов, во время столыпинских реформ. Тогда родилось и село Дмитровка. Свое название получил от имени Дмитрия Харченко — управляющего землями сахарозаводчика Николая Терещенко. Предполагают, что это он согласился оформить общество документально, а за эту услугу попросил назвать поселение его именем.
По другой версии, село получило название от первого колодца, которую в 1905 году на месте источника выкопал Дмитрий Кокот со своими соседями и которую все назвали Дмитров. Этот колодец, находящийся на грани многоэтажного массива улице Садовой и огородов жителей улицы Мичурина, до сих пор богатый на воду даже в жаркие летние дни.
Основали село состоятельные переселенцы из села Мотыжин (ныне Макаровского района), с Васильковского района и города Боярки. Это семьи Кокота, Петровских,Снигирь, Иванчук, Скиб, Степаненко, Данченко, Бондарей, Савенко. Основными их занятиями были животноводство и пчеловодство.

### Советская власть
После Октябрьской социалистической революции на территории села был создан колхоз «Заря». Несогласных с коллективизацией выселяли в Ирпень, Бучу и в Сибирь. Трофима Дмитриевича Кокота, что имел два дома, переселили в погреб, а в его домах организовали школу и детсад.
В годы голода 1932—1933 годов, живя небольшим поселением среди лесов и занимаясь животноводством и пчеловодством, жители села не пострадали.
В годы Великой Отечественной войны 32 жителя села погибли на полях сражений. В боях за отвоевание Дмитровки погибли лейтенант Василий Фоникийович Большаков и сержант Леонид Павлович Лисин, уроженцы Горьковской области, сержант Халим Зулкарнаевич Мусаев с Уральска, Западно-Казахстанская область, Иван Петрович Кабаруца с Кировоградщины, лейтенант Ефрем Владимирович Рожко из Николаевской области. Все они перезахоронены после войны в Братской могиле села.
В январе 1960 года, на базе местного колхоза «Заря», которым в то время руководил ветеран войны Дмитрий Макарович Шаповалов, было создано опытное хозяйство «Дмитровка» Украинского научно-исследовательского института садоводства южного отделения ВАСПЛ. Уже к весне 1961 года на 143 гектарах песчаной земли были посажено сады. В 1966 году они дали первый урожай.
Во время управления хозяйством Кузьмой Михайловичем Качайленко в село была проложена дорога с асфальтовым покрытием, построили детсад, школу, баню, фермы, склады, столовую, общежития, первые многоквартирные дома.

### Дом культуры
За успехи хозяйства многие его работников удостоены государственных наград. Орденом Трудового Красного Знамени награждены А. П. Бесмертный, Н. А. Подлюк, А. П. Бондарь, Н. И. Салюк, И. П. Томченко, В. В. Москалюк; орденом Трудовой Славы — В. В. Рудик; орденом «Знак Почета» — И. К. Радченко, К. Ф. Веремеенко.
При последующих руководителях хозяйства — Андрее Павловиче Бессмертном и Валерии Ивановиче Власове построен современный культурно-спортивный комплекс: Дмитровский дом культуры, двухэтажное помещение сельсовета, новые многоквартирные дома, в село проведен газ.
В 1983 году, недалеко от села, за лесом, образовано вспомогательное хозяйство — «Дмитровка-2», которое в народе назвали «Кубой». Оно построило четырехэтажный 180-тиквартирный жилой массив улицы Садовой и ещё один детский сад, который передан младшим классам местной школы.

## Годы независимой Украины
За годы независимости заасфальтированы все улицы сел Дмитровского сельского совета, построен храм Рождества Богородицы, построено 7 мини-котельных для помещений социальной сферы. Работает единственный в районе сельский общественный банно-прачечный комплекс.
Опытное хозяйство «Дмитровка» имеет в пользовании 135 га сада, 25 га ягодников и 5 га клубники. Весной 2006 года заложен сад украинско-польской дружбы, посажено 0,5 га клубники итальянских сортов, новые сорта малины, начата закладка 1,5 га сада груш и 1,5 га сада слив, реконструирована тракторная бригада.
В Дмитровском Доме культуры действуют почти 20 коллективов художественной самодеятельности, среди которых — Народный фольклорно-этнографический ансамбль «Дмитривчанка», которым руководил Заслуженный артист Украины, свирельщик Евгений Николаевич Бобровников; четыре детских образцовых коллектива:
Образцовый ансамбль спортивно-бального танца «Парадайс» (англ. «Paradise») (руководитель А. М. Дитковская)
Образцовый самодеятельный хореографический ансамбль «Любисток» (руководитель Н. А. Делиергиева)
Примерная самодеятельная вокальная студия эстрадного пения «Краски» (укр. «Фарби») (руководитель А. А. Иванчук)
Примерная самодеятельная художественная студия «Радуга» (укр. «Веселка») (руководитель Н. В. Нечай).
С 1996 года на базе Дома культуры работает Дмитровское творческое объединение детей и молодежи «Ауровиль», которое проводит фестивали детей и молодежи «Ауровиль», ставшие межрегиональными, выпускает литературно-художественные альманахи творчества детей и молодежи. На территории сельсовета действует объединение территориальных общин «Дмитровка», выходит местный информационный бюллетень «Дмитровский вестник». Вокруг сел сельсовета создана лесопарковая зона. В Доме культуры действует комната-музей Е. М. Бобровникова.
В 2022 году некоторое время Дмитровка находилась под оккупацией российских войск, после изгнания которых на Житомирской трасс было обнаружено значительное количество убитых мирных жителей Украины.

## Достопримечательности
В окрестностях села расположен лесной заповедник местного значения «Гореницький»

## Личности
В селах Дмитровского сельсовета проживает более 20 деятелей искусства (поэтов, писателей, художников, композиторов). Только художница, учитель Дмитровской общеобразовательной школы Наталья Нечай, и поэт, директор Дмитровского дома культуры Владимир Бубырь в творческом содружестве издали 6 авторских книг и 2 альманаха творчества детей и молодежи «Ауровиль».
Учитель, ветеран Великой Отечественной войны Гавриил Маркович Андрусенко написал повесть и десяток рассказов.

## Местный совет
Село Дмитровка — административный центр Дмитровской сельской общины.
Сельский глава: Тарас Тарасович Дидыч.
Адрес местного совета: Киевская обл., Бучанский район, с. Дмитровка, ул. Садовая, 2.

## Галерея

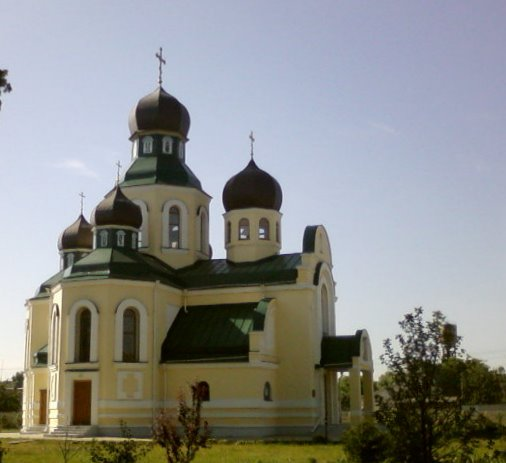
Церковь Рождества Богородицы
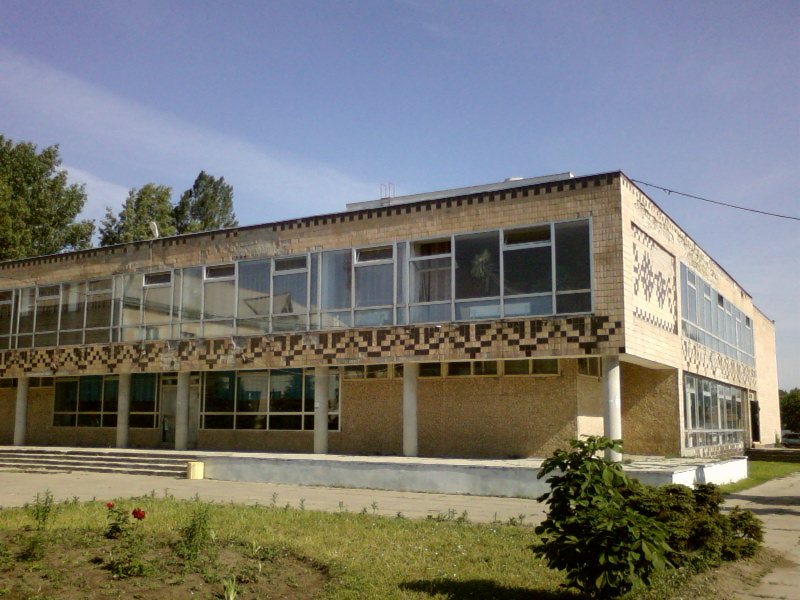
Дом культуры